# Virginia Plain
Singles de Roxy Music
Pyjamarama
(1973)
Virginia Plain est une chanson du groupe de rock britannique Roxy Music, paru en single en août 1972.

## Contexte
Premier single du groupe, Virginia Plain est écrit par le chanteur Bryan Ferry et enregistré au Command Studios de Londres en deux jours en juillet 1972.

## Dans la culture
- 1994 : L'Eau froide d'Olivier Assayas (bande originale)

## Classements
| Classement (1972)                      | Meilleure place |
| -------------------------------------- | --------------- |
| Royaume-Uni (UK Singles Chart)         | 4               |
| Allemagne (Media Control AG)           | 20              |
| Autriche (Ö3 Austria Top 40)           | 16              |
| Belgique (Flandre Ultratop 50 Singles) | 25              |
| France (SNEP)                          | 63              |
| Pays-Bas (Single Top 100)              | 18              |